# Theridion albidorsum
Theridion albidorsum är en spindelart som beskrevs av Embrik Strand 1909. Theridion albidorsum ingår i släktet Theridion och familjen klotspindlar. Inga underarter finns listade i Catalogue of Life.